# Schallsensorik
Schallsensorik ist ein Teilgebiet der technischen Sensorik, das sich mit Umwandlung von Luft- und Körperschall in informationstechnische Signale bzw. generell elektrische Signale beschäftigt.
Mit Schallsensorik werden Geräusche und Klänge in Gasen (z. B. Luftschall), Festkörpern (Körperschall) oder Flüssigkeiten inhaltlich ausgewertet und in logisch zugeordnete Ausgangssignale bzw. Daten umgesetzt.
Die Umwandlung der Geräuschsituation der realen, physischen Welt in eine elektronische bzw. datentechnische Abbildung wird durch den Schallsensor als zentrales Bauelement ausgeführt. Mit Schallsensorik können Situationen und Zustände der Umgebung vergleichsweise robust, schnell und ganzheitlich erfasst, klassifiziert und weitersignalisiert werden. Beispielsweise unterscheiden sich verschiedene Materialien oder Geometrien oftmals klanglich deutlicher, als sie beispielsweise mit optischer Sensorik unterscheidbar wären.

## Typische Ausführungen und Anwendungen

ds automation dsound® Luftschallsensor

Schallsensorik basiert auf Schallsensoren, in denen Aufnehmer (z. B. Mikrofon), Verarbeitungsintelligenz (Prozessor), Ein- und Ausgänge sowie Datenschnittstellen integriert sind. In einigen Fällen sind auch Anzeige- und Bedienelemente Bestandteile eines Schallsensors, um Einstellungen vornehmen und die Funktion überwachen zu können.

### Erfassungen/ physikalische Einwirkungen

ds automation dsound® Körperschallsensor

Schall breitet sich in unterschiedlichen Medien mit unterschiedlichen Übertragungseigenschaften aus und kann auch aus unterschiedlichen Medien durch Schallsensorik aufgenommen und ausgewertet werden.

#### Luftschall
Aus Luftschall lassen sich umfassende ganzheitliche Informationen über den Zustand von Aggregaten, Produkten und Prozessen gewinnen. Schwierig stellt sich dabei die Trennung von Nutz- und Störsignalen dar und die Analyse von vergleichsweise leisen Geräuschen in einer lauteren Geräuschkulisse erfordert trennscharfe Maßnahmen zur zeitlichen, frequenzbezogenen und örtlichen Eingrenzung von Geräuschen. Die mit Schallsensorik erfassbaren Frequenzbereiche im Luftschall reichen von niedrigen hörbaren Frequenzen bis in den Ultraschall bei ca. 100 kHz – abhängig vom jeweils eingesetzten Schallsensor. Aufgenommen werden sensorseitig Druckschwingungen. Für in schneller Abfolge zu prüfende unterschiedliche Prüfobjekte ist die Auswertung des Luftschalls oft die einzig praktikable Vorgehensweise.

#### Körperschall
Körperschall enthält eine Mischung aus Longitutinal- und Transversalwellen, die in der Regel über Beschleunigungsaufnehmer in elektrische Signale gewandelt werden. Die Betrachtung von Körperschall in der Schallsensorik ist vor allem in Situationen zweckmäßig, in denen eine unveränderliche Zuordnung zwischen Schallsensor und Prüfling besteht. Körperschallsensorik kommt vorzugsweise für die Überwachung von größeren Maschinen, Aggregaten, Rohrleitungen und Bauwerken zur Anwendung.

#### Andere Ausbreitungsmedien
Für Schall in Flüssigkeiten oder von Luft verschiedenen Gasen kommt Schallsensorik in vergleichsweise geringem Umfang zum Einsatz. In diesen Anwendungsfällen werden ebenfalls Druckschwingungen aufgezeichnet. Die Auswertung von Wasserschall ist dabei in diesem Bereich die häufigste Anwendung.

### Verarbeitung, Algorithmen, Merkmalsgewinnung
Schallsensorik setzt auf eine frühzeitig in der Verarbeitungskette stattfindende Digitalisierung des Eingangssignals durch A/D-Wandler. Weitergehende Verarbeitung im Schallsensor findet dann rechnerisch auf der Basis programmierter Algorithmen im DSP oder Mikrocontroller statt. Schallsensorik unterscheidet sich von einfachen Schallwandlern in erster Linie durch die im Sensor integrierte Verarbeitungsintelligenz, die hauptsächlich aus digitalen Filtern, einer Merkmalsextraktion, spektraler Zerlegung, Zeitreihenbetrachtung, Mustererkennung und evtl. KI-Operatoren zur Merkmalskartierung besteht.
Die Zerlegung der Geräuschkulisse in einzelne spektrale Anteile ist dabei ein zentraler Bestandteil der Verarbeitung im Schallsensor. Für die Übertragung des aufgenommenen Signals in ein Klangspektrum kommt häufig die schnelle Fourier-Transformation zur Anwendung. Alternativ kann diese Zerlegung auch beispielsweise mit Wavelet-Verfahren umgesetzt werden.

### Ergebnisse/ elektrische Ausgangssignale bzw. Dateninhalte
Ausgangsseitig benutzen Schallsensoren vorrangig digitale Schnittstellen und Signale, um eine unkomplizierte Einbindung in Automatisierungslösungen (z. B. SPS) zu ermöglichen oder direkt Aktoren zu steuern. Übliche Ausstattungsmerkmale sind dabei serielle Interfaces (z. B. RS 232, 422 oder 485), Feldbusse (z. B. CAN, Modbus) oder Netzwerk-Schnittstellen (z. B. Ethernet, SPE), die durch direkte digitale Ein- und Ausgänge ergänzt werden. Eventuell ergänzende analoge Ein- und Ausgänge (z. B. 4..20mA, Audio Out) vervollständigen die Kommunikationsmöglichkeiten mancher Schallsensoren.
Durch umfassende Parametrierungsmöglichkeiten können Schallsensoren in vielen Fällen flexibel auf unterschiedliche Prozessabläufe und -logik angepasst werden.

### Auslösung
In der überwiegenden Zahl der Anwendungsfälle werden Schallsensorik-Messungen mit der äußeren Umgebung synchronisiert. Dadurch wird ein wesentlicher Teil der Störeinflüsse eliminiert. Die Synchronisierung wird meist optisch (Lichtschranke), magnetisch (Initiator) oder durch ein elektrisches Signal aus der übergeordneten Steuerung ausgelöst.

### Umgebungsbedingungen
Schallsensorik findet z. T. unter Bedingungen statt, die erhöhte Anforderungen an die Robustheit, Schutzeigenschaften und die Reinigungsfähigkeit der Schallsensoren stellen:
- Umwelt/ Außenanwendung
- Industrieproduktion
- Lebensmittelproduktion
- explosionsgefährdete Umgebungen

## Anwendungen

Bierflaschen-Dichtigkeitsprüfung mit Schallsensorik, magnetische Anregung des Kronenkorkens

Typische Schallsensorik-Anwendungen sind u. a.:
- Produktprüfung (Qualitätssicherung)
  - Riss-, Bruch- oder Defekterkennung
  - Kontrolle von Einrastungen bei Montagevorgängen
  - ... weitere
- vorausschauende Wartung
- Bruch- oder Defekterkennung
- Kratz-, Schleif- und Berührungserkennung
- Überwachung eines kontinuierlichen Materialtransports
- Körnungsabschätzung von Spülgemischen in Rohrleitungen
- Anwesenheitserkennung, Bewegungsmelder
- ... weitere

## Anregung des Prüfobjekts

Schallsensorik-Testaufbau zur Kleinteileprüfung, Klangspektrum im Hintergrund

Schallsensorik-Testaufbau zur Klangprüfung an einer Zahnriemenscheibe, Schallsensor mit mechanischer Anregeeinheit

Für den Fall, dass das Prüfobjekt ohne weitere Maßnahmen kein Geräusch abstrahlt, muss eine Anregung initiiert bzw. der Prüfling „angeschlagen“ werden. Oft wird der Aufprall auf eine Platte genutzt, um das Prüfobjekt zum Schwingen anzuregen. Dieses Verfahren eignet sich jedoch nur für Kleinteile. Größere Objekte können mit magnetischen oder mechanischen Anregeeinheiten (Excitern) während des Vorbeitransports in Schwingung versetzt und damit zur Klangabgabe stimuliert werden. Ferromagnetische Prüfobjekte können in der Regel magnetisch „angeschlagen“ werden, während sonstige Objekte mechanisch per Hammer angeregt werden müssen. Die Anregung wird in der Regel durch das Erreichen einer festgelegten Position des Prüfobjekts auf dem Fördersystem ausgelöst und kann ein- oder mehrfach erfolgen.